# 薩米特萊克鎮區 (明尼蘇達州諾布爾斯縣)
薩米特萊克鎮區（英語：Summit Lake Township）是位於美國明尼蘇達州諾布爾斯縣的一個行政鎮區。

## 地方資料
薩米特萊克鎮區的面積為93.60平方千米，當中陸地面積為93.43平方千米，而水域面積為0.17平方千米。根據2020年美國人口普查的數據，當地共有人口290人，而人口密度為每平方千米3.1人。